# HPC Challenge Benchmark
Điểm chuẩn Thử thách HPC kết hợp một số điểm chuẩn (benchmark) để kiểm tra một số thuộc tính độc lập về hiệu suất của hệ thống máy tính hiệu suất cao (HPC). Dự án đã được đồng tài trợ bởi chương trình Hệ thống điện toán hiệu suất cao của DARPA, Bộ Năng lượng Hoa Kỳ và Quỹ Khoa học Quốc gia.